# Gheorghe Mihoc
Gheorghe Mihoc, né le 7 juillet 1906 à Brăila et mort le 25 décembre 1981 à Bucarest est un mathématicien et statisticien roumain, il a été président de l’Académie roumaine. Il est le cofondateur, avec Octav Onicescu, de l'école roumaine de statistiques et probabilités.   